# Palastre
Le Palastre est un sommet des Hautes-Alpes, dans la vallée du Champsaur. Il culmine à une altitude de 2 278 mètres et son sommet fait partie de la commune de Saint-Jean-Saint-Nicolas. Le sommet du Palastre est partiellement masqué depuis la vallée.

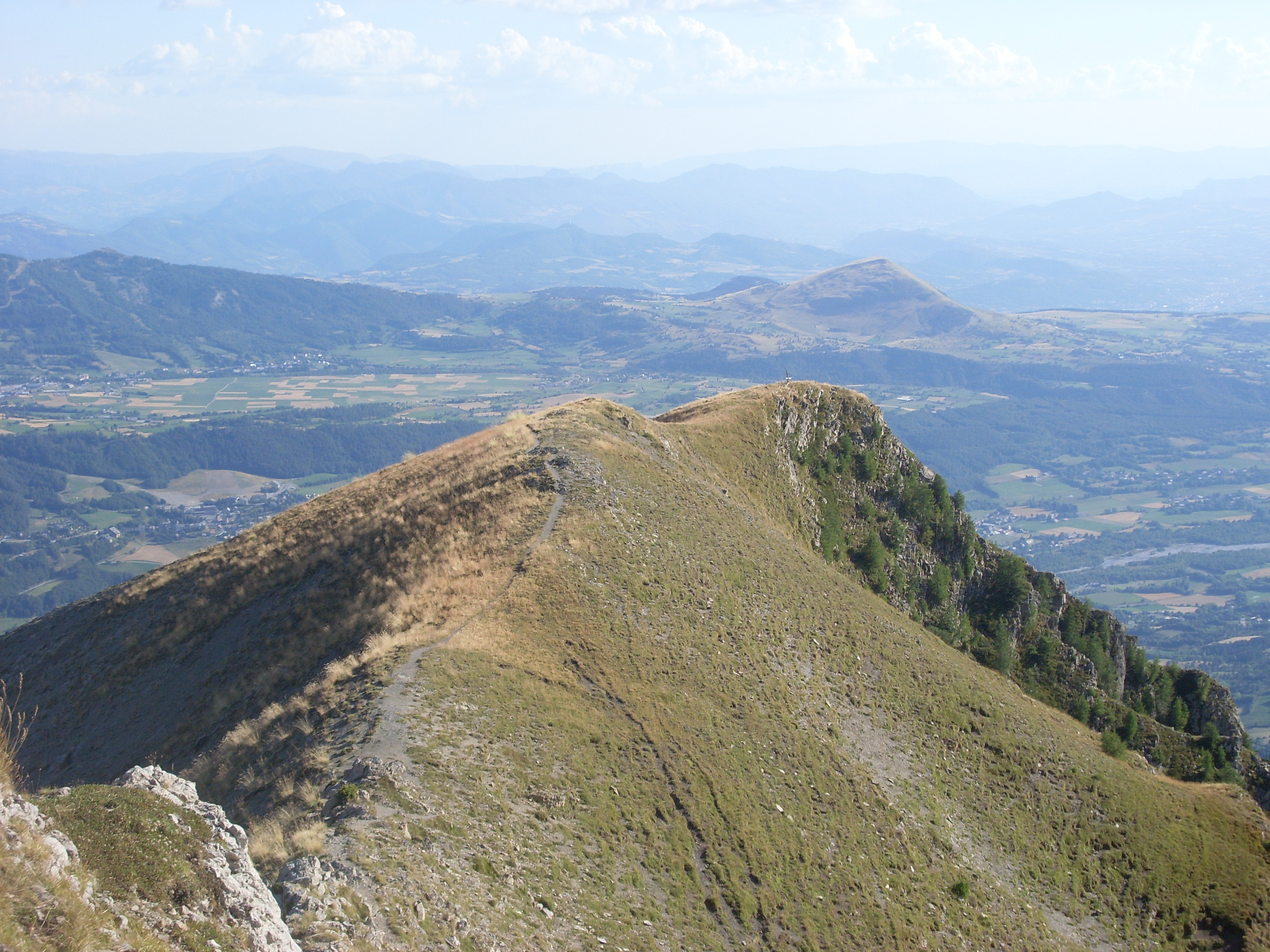
Vue du sommet du Palastre, avec le sommet le plus célèbre (bien que moins haut) au premier plan. Ici, la vue donne sur le haut et le bas Champsaur et le Gapençais. On distingue très bien le puy de Manse.

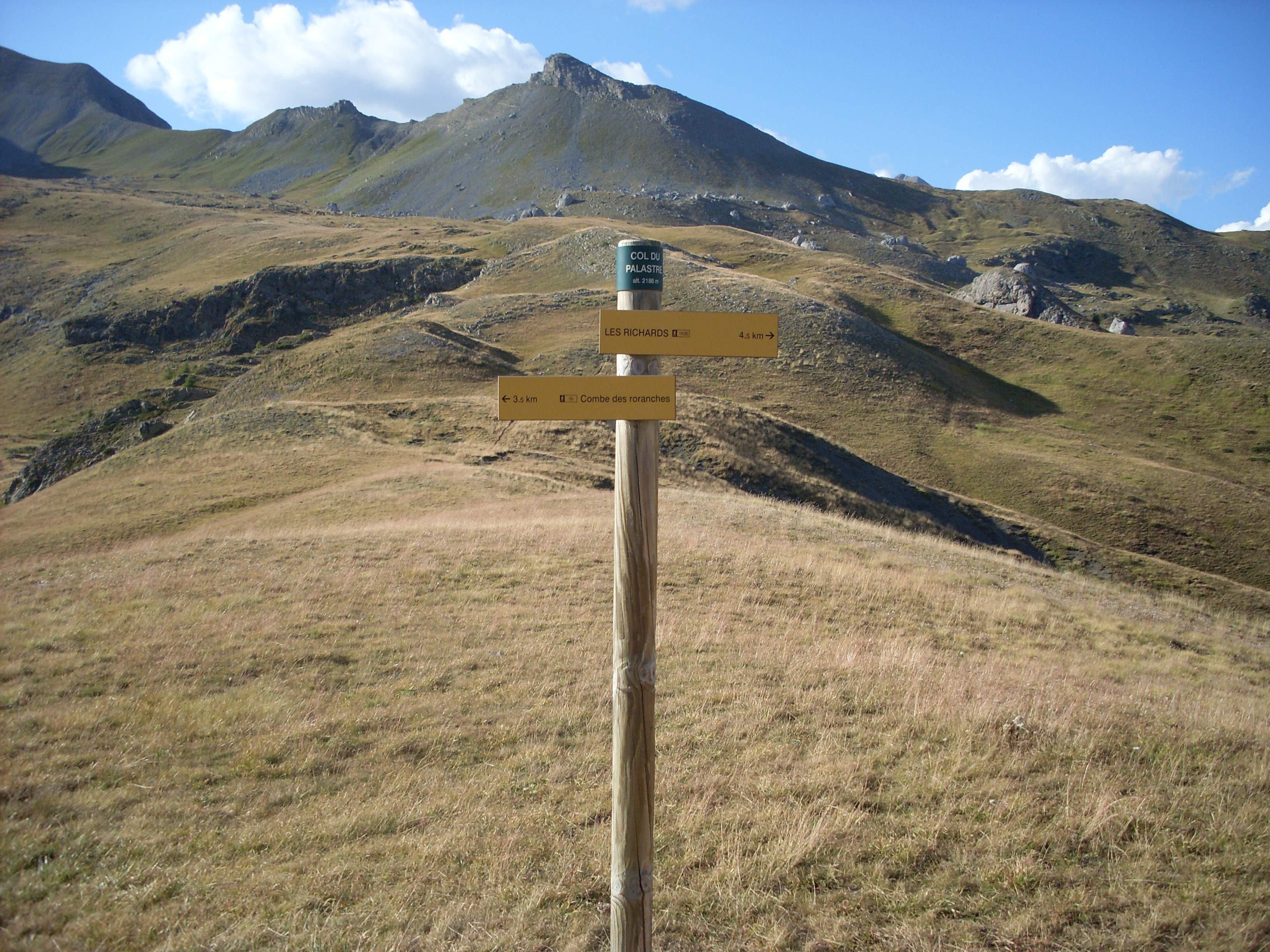
Le col du Palastre, passage avant l'arrivée au sommet.

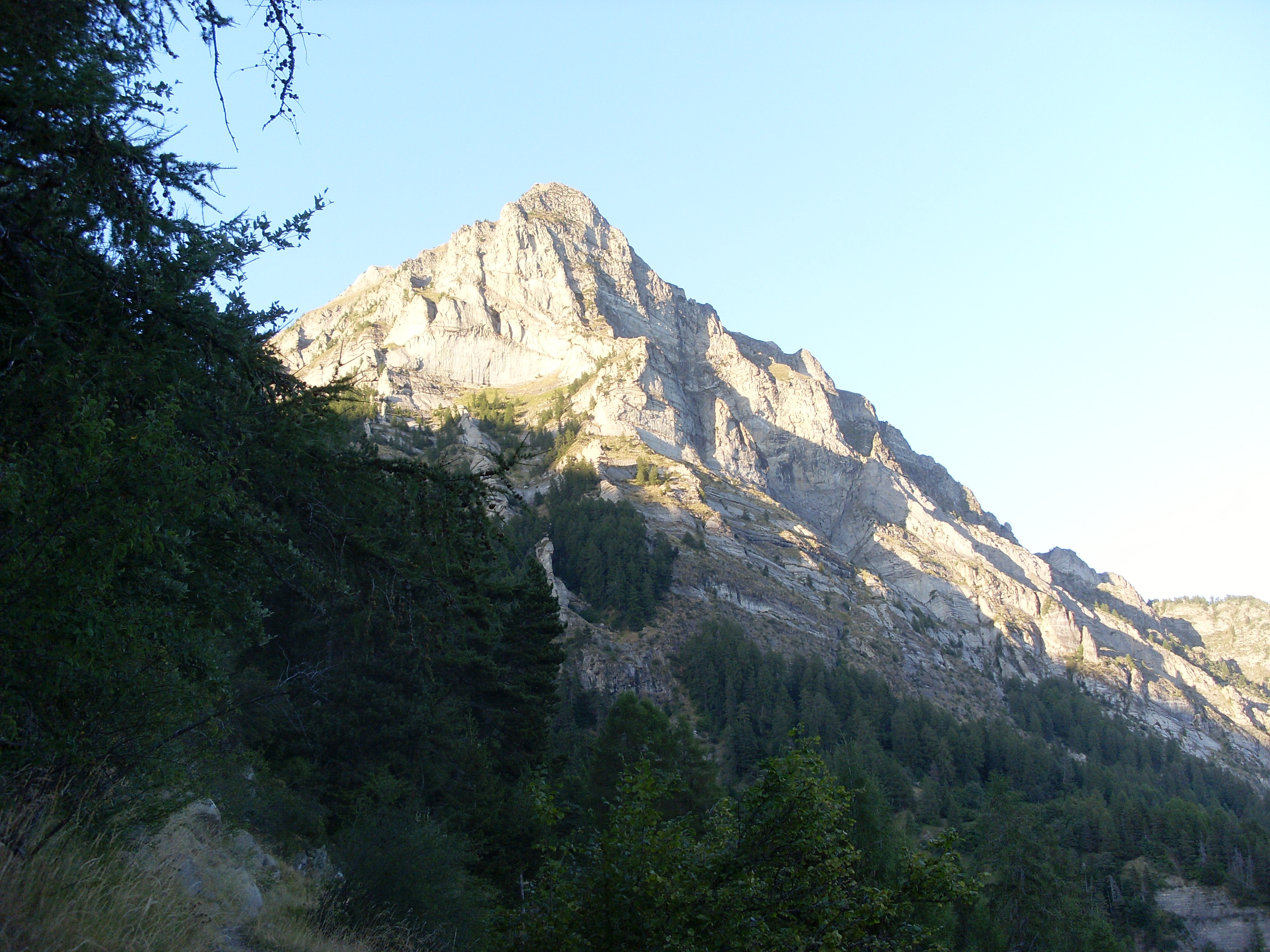
Le Palastre vu depuis le sentier de randonnée GR 50.